# Fokker D.II
Fokker D.II là một loại máy bay tiêm kích hai tầng cánh của Đế quốc Đức trong Chiến tranh thế giới I.

## Quốc gia sử dụng
German Empire
 Hà Lan
- Hải quân Hoàng gia Hà Lan

 Thụy Sĩ
- Không quân Thụy Sĩ

## Tính năng kỹ chiến thuật (D.II)
Đặc điểm tổng quát
- Kíp lái: 1
- Chiều dài: 6.40 m (21 ft 0 in)
- Sải cánh: 8.75 m (28 ft 9 in)
- Chiều cao: 2.55 m (8 ft 4 in)
- Diện tích cánh: 18.0 m2 (194 ft2)
- Trọng lượng rỗng: 384 kg (847 lb)
- Trọng lượng có tải: 575 kg (1.268 lb)
- Powerplant: 1 × Oberursel U.I, 75 kW (100 hp)

Hiệu suất bay
- Vận tốc cực đại: 150 km/h (93 mph)
- Tầm bay: 200 km (124 dặm)
- Trần bay: 4.000 m (13.125 ft)
- Vận tốc lên cao: 4,2 m/s (820 ft/phút)

Vũ khí trang bị
- 1 × súng máy lMG 08 7,92 mm (.312 in)